# Wilhelm Krauß
Wilhelm Krauß war ein deutscher Fußballspieler, der von 1945 bis 1951 für die Münchener Vereine TSV 1860 und FC Bayern in der Oberliga Süd aktiv war.

## Karriere
Krauß gehörte zur Saison 1945/46 dem Kader des TSV 1860 München an, für den er in der Oberliga Süd, der ersten in Deutschland neu eingeführten höchsten Spielklasse, zum Einsatz kam. Nach zwei Spielzeiten, in denen er in sieben Punktspielen ein Tor erzielte, wechselte er zur Saison 1948/49 zum Ligakonkurrenten FC Bayern München. In drei Spielzeiten, bis zum Saisonende 1950/51, wurde er pro Spielzeit jeweils nur einmal eingesetzt. Sein Debüt gab er am 24. Oktober 1948 (6. Spieltag) bei der 1:3-Niederlage im Auswärtsspiel gegen den SV Waldhof Mannheim.